# Nasikabatrachus sahyadrensis
Nasikabatrachus sahyadrensis är en groddjursart som beskrevs av Biju och Franky Bossuyt 2003. Nasikabatrachus sahyadrensis är ensam i släktet Nasikabatrachus och även i familjen Nasikabatrachidae. IUCN kategoriserar arten globalt som starkt hotad. Inga underarter finns listade i Catalogue of Life.
Arten lever endemisk i bergstrakten Västra Ghats i Indien. Individer hittades mellan 850 och 1000 meter över havet. Fynd kommer främst från återskapade skogar i närheten av ursprungliga skogar.
Arten lever huvudsakligen underjordisk i boet som ligger 1,3 till 3,7 meter under markytan. Den syns bara ovanpå markytan under fortplantningstiden som varar några få veckor. Honor lägger sina befruktade ägg i permanenta eller tillfälliga dammar.